# Flinsberg (Heilbad Heiligenstadt)

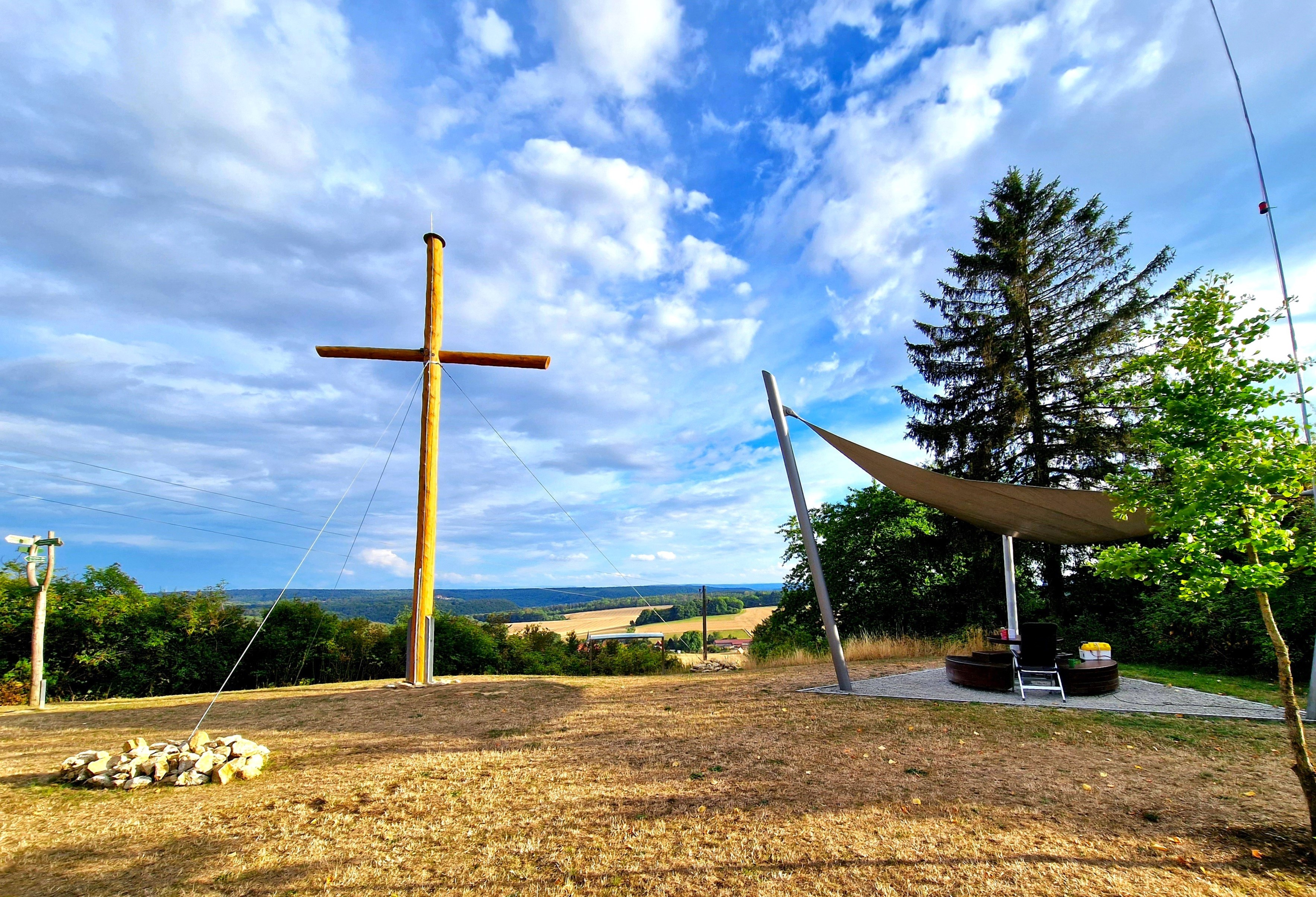
Bei Flinsberg befindet sich ein Geografischer Mittelpunkt Deutschlands

Flinsberg ist ein ländlicher Stadtteil der Stadt Heilbad Heiligenstadt im Landkreis Eichsfeld in Thüringen.

## Lage
Flinsberg liegt ungefähr 7 Kilometer südöstlich vom Heilbad in einer verkehrsgünstigen Lage. Dort führen die Landesstraßen 1006, 1007 und 2045 durch den Stadtteil. Westlicher Nachbarort ist der ebenfalls agrarisch geprägte Stadtteil Kalteneber, im Nordosten befindet sich Heuthen, im Südosten Wachstedt und im Süden Martinfeld.
Auf der Obereichsfelder Höhe liegt Flinsberg unmittelbar südlich des Warteberges (515,9 m). Bei der Berechnung nach dem minimalen Abstand zur Staatsgrenze liegt der Mittelpunkt Deutschlands in der Gemarkung von Finsberg unterhalb der Bergkuppe Auf der Kapelle (480,4 m). Im Ort entspringt die Rosoppe, ein Nebenarm der Frieda.

## Geschichte
Das Dorf wurde erstmals 1268 als Flinßberg urkundlich erwähnt. Das Mittelhochdeutsche vlins bedeutet so viel wie Steinsplitter oder Kiesel. Nach einer Urkunde von 1341 gehörte Flinsberg zur Vogtei Heiligenstadt, diese gilt als sichere Erwähnung des Ortes. Bis 1550 mussten die Bewohner ihre Abgaben an das Kloster Anrode leisten, danach an das Martinstift in Heiligenstadt. Im Dorf hatten die Herren von Tastungen und Bodungen Besitzungen.
Am 15. Juni 1991 wurde Flinsberg zu einem Ortsteil von Heiligenstadt. Rund 160 Personen wohnen heute hier.

## Sehenswertes
- die kath. Kirche St. Martin
- Denkmal am geographischen Mittelpunkt, berechnet nach dem minimalen Abstand zur Staatsgrenze
- Landwehrzug auf dem Warteberg und Aussicht bis zum Brocken im Norden und Inselsberg im Süden
- Bodendenkmal Altes Schloss
- mehrere Bildstöcke im Ort